# باتريك روز
باتريك روز (بالإنجليزية: Patrick Rose)‏ هو محامي وسياسي أمريكي، ولد في 10 أكتوبر 1978. حزبياً، نشط في الحزب الديمقراطي. وقد انتخب عضو مجلس نواب تكساس.